# اسکیپرس اوییشن

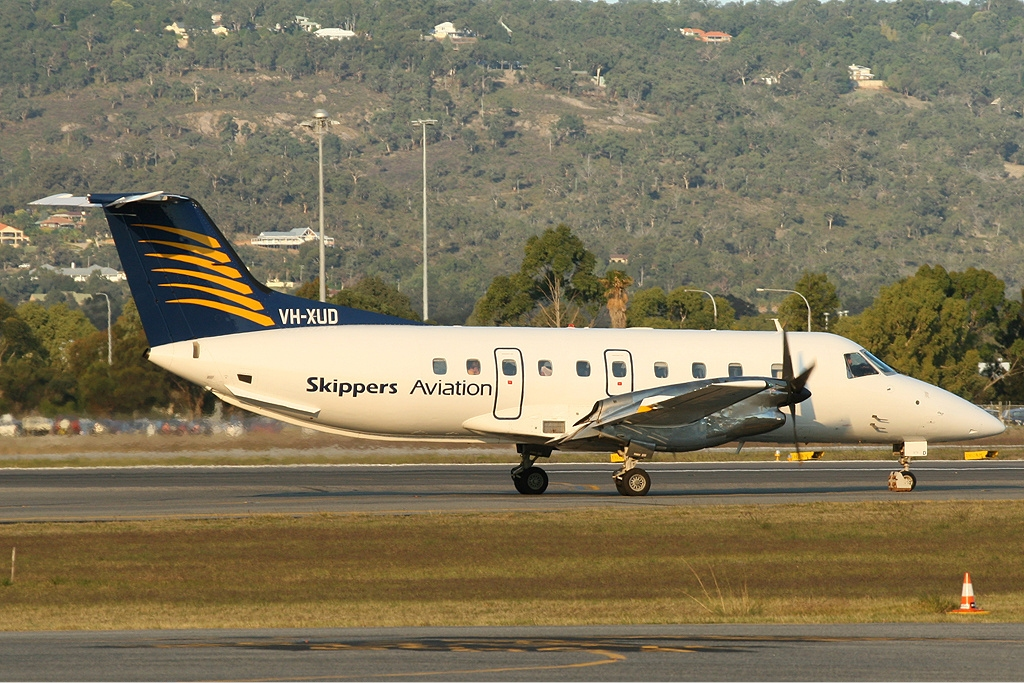
یک فروند امبرائر ئی‌ام‌بی ۱۲۰ برازیلیا در فرودگاه پرث

اسکیپرس اوییشن (به انگلیسی: Skippers Aviation) یک شرکت هواپیمایی با کد یاتا JW است که در سال ۱۹۹۰ میلادی تأسیس شده است.
دفتر مرکزی اسکیپرس اوییشن در استرالیای غربی، استرالیا واقع شده‌است و قطب این شرکت هواپیمایی در فرودگاه پرث قرار دارد و به ۱۴ مقصد، پرواز مستقیم انجام می‌دهد.